# Загородній Юрій Іванович
Юрій Іванович Загородній (нар. 7 травня 1959, Гребінки, УРСР) — український політик. Кандидат педагогічних наук.
Народний депутат України 9-го скликання.

## Життєпис
Народився 7 травня 1959 року в смт Гребінки Васильківського району Київській області.
Трудову біографію розпочав у 1976 р. — слюсарем Гребінківського відділення сільгосптехніки.
У 1986 р. закінчив Київський державний університет ім. Т. Г. Шевченка, історичний факультет.
Працював вчителем Гребінківської середньої школи (1986—1989), директором Дослідницької середньої школи (1989—1995), консультантом-інспектором Адміністрації Президента (1995—2000, з перервами), заввідділу Державного комітету у справах захисту прав споживачів. З 2002 року по січень 2005 року був першим заступником глави Адміністрації Президента (Віктора Медведчука).
З 1998 року — у лавах СДПУ(о), того ж року обраний до Політради партії, з 2000 р. — перший заступник керівника виконкому СДПУ(о), з 2002 р. голова виконкому. У 2003 році обраний заступником Голови партії.
З серпня 2007 року — голова СДПУ(о).
Кандидат у народні депутати від партії «Опозиційна платформа — За життя» на парламентських виборах 2019 року, № 19 у списку. На час виборів: проректор з міжнародних питань та з питань європейської інтеграції ТОВ «Львівський медичний інститут», член партії «Опозиційна платформа — За життя». Проживає в місті Києві.
Член Комітету Верховної Ради України з питань Регламенту, депутатської етики та організації роботи Верховної Ради України, голова підкомітету з питань депутатської етики.
22 серпня 2024 року був виключений з партії  «Опозиційна платформа — За життя» за підтримку Закону №8371 про обмеження прав релігійних інституції пов'язаних з державою-агресором (був єдиним депутатом цієї партії, який його підтримав).

## Звання та нагороди
Державний службовець 1-го рангу (серпень 2003).
Відмінник освіти України (2004). Кавалер ордена «За заслуги» III ступеня (2004).

## Сім'я
Одружений, дружина Наталія Григорівна (1961 р.н.), має дорослого сина Максима (1982 р.н.), внучку Ксенію (2006 р.н.) та Марію (2010 р.н.)